# Щербиц, Иоанна
Иоанна Щербиц (пол. Joanna Szczerbic; 13 июня 1941, Сташкув (ныне Намыслувский повят, Опольское воеводство) — 8 марта 2014, Варшава) — польская актриса
 театра и кино.

## Биография
В 1963 году окончила актёрский факультет Киношколы в Лодзи. В 1960-х годах была актрисой театра Повшехны в Лодзи и Польского театра в Познани.
Снялась в 11 фильмах. После того, как коммунистические власти стали преследовать мужа, в 1969 году вместе с ним покинула Польшу и перестала снимать в кино. К актерскому мастерству она больше не вернулась. Появилась на экране лишь в небольших ролях в двух зарубежных фильмах.
Жена режиссёра и сценариста Ежи Сколимовского, от которого у неё родилось двое сыновей: режиссёры Михал и Юзеф. Юзеф умер в Индии в 2012 году.
Похоронена на варшавском кладбище Старые Повонзки.

## Избранная фильмография
- Мансарда / Mansarda (1963) — Йоася
- Агнешка 46 / Agnieszka 46 (1964) — Агнешка Жванец, учительница
- Горячая линия / Gorąca linia (1965) — Малгося
- Завтра-Мексика / Jutro Meksyk (1965) — Майка Платер
- Барьер (1966) — водитель трамвая
- Явка на Сальваторе / Stajnia na Salvatorze (1967) — Тереса
- Житие Матеуша / Żywot Mateusza (1967) — девушка из снов Матеуша
- Руки вверх / Ręce do góry (1967) — Альфа
- Диалог 20-40-60 / Dialog 20-40-60 (1968) — Магда
- Вопль / Wrzask (1978) — судья матча по крикету (нет в титрах)
- Успех — лучшая месть / Najlepszą zemstą jest sukces — Алиция Родак